# Hevesi Simon
Hevesi Simon, születési és 1905-ig használt nevén Handler Simon (Aszód, 1868. március 22. – Budapest, Terézváros, 1943. február 1.) magyar–zsidó hittudós teológus és filozófus, rabbi, egyetemi tanár, Hevesi Ferenc (1898–1952) főrabbi apja.

## Élete
Handler Márk (1837–1911) rabbi és Rosenberg Julianna fiaként született. Az Országos Rabbiképző Intézetben tanult, ahol többek között a jeles tudós, Bacher Vilmos tanítványa volt. 1892-ben a Budapesti Tudományegyetemen doktori fokozatot szerzett filozófiából, és ezt követően, 1894-ben rabbivá avatták. 1894 és 1897 között Kassán, 1897 és 1905 között – Venetianer Lajos utódjaként – Lugoson szolgált rabbiként. 1905-ben választotta a Dohány utcai zsinagóga rabbijává a Pesti Izraelita Hitközség. Az Országos Rabbiképző Intézet tanára és vezérlő bizottságának tagja, a Magyar-Zsidó Szemle, a Hacófe, a Jabneh homiletikai folyóirat társszerkesztője, az Izraelita Magyar Irodalmi Társulat választmányi tagja. A magyar-zsidó társadalmi és kulturális élet egyik vezető egyénisége. Ő alapította meg az Országos Magyar Izraelita Közművelődési Egyesületet, mely vezetése alatt a magyar zsidóság egyik igen jelentős kultúrintézményévé fejlődött. Élénken részt vesz a Mikéfe munkásságában is. 1927-ben a Pesti Izraelita Hitközség akkori vezetősége őt kívánta jelöltetni a felsőház tagságára, de az elektorok Lőw Immánuel szegedi főrabbit választották meg. A hitélet terén kifejtett érdemes munkásságát azzal jutalmazta meg ez után a Pesti Izraelita Hitközség, hogy vezető főrabbinak nevezte ki. Kiváló hitszónok.
Felesége Bródy Janka volt. Gyermekeik: Jenő (1895–?), Ferenc (1898–1952) és Imre (1904–1998).

## Művei
Tudományos és ünnepi cikkei, vallásbölcseleti tanulmányai részben magyar, részben héber nyelven jelentek meg. Jób könyvének problémájáról, Kantról és Majmuni útmutatójáról írt művei a bölcseleti irodalom jelentős alkotásai közé tartoznak. 
Főbb művei: 
- Sir ha-Sirim (1892)
- Versek. Elbeszélő költemények (1904)
- Jób könyvének problémája (1905)
- Vallástani előkészítő a konfirmáns leányok számára (1914);
- Der Grundgedanke des Buches Hiob. Budapest, 1914
- Etika a Talmudban (Blau Lajossal és Weisz Miksával együtt 1920)
- Kant Immanuel (1925)
- Dalalat Alhairin (1928)

Szerkesztett műve: Magyar zsidó hadi archivum almanachja. 1914–1916. Budapest, 1916. Magyar zsidó hadi archivum és O. M. I. K. E. 4°. 158 l.
Fordítása: Jób könyve. Fordította Hevesi (Handler) Simon. (8-r. 70, 1 l.) Lugos, 1904.

## Egyéb irodalom
- A magyar társadalom lexikonja. A Magyar Társadalom Lexikona Kiadóvállalat, Budapest, 1930.